# Niżnij Kuranach
Niżnij Kuranach – osiedle typu miejskiego w Rosji, w Jakucji. W 2010 roku liczyło 5901 mieszkańców.